# Stadhuismuseum Zierikzee
Het Stadhuismuseum Zierikzee is het gemeentelijk museum van Schouwen-Duiveland, in de Nederlandse provincie Zeeland, dat het verhaal vertelt van de stad Zierikzee en van het eiland Schouwen-Duiveland. Het museum bevindt zich in het oude, 16e-eeuwse, stadhuis van Zierikzee aan de Meelstraat in het centrum van de oude havenstad. Via het stadhuismuseum kan men ook naar Gravensteen Zierikzee, de oudste gevangenis van Zeeland.

## Geschiedenis
De eerste tijdelijke expositie in het stadhuis vond in 1809 plaats. Speciaal voor een bezoek van Koning Lodewijk Bonaparte aan Zierikzee in 1809, werd de Thesaurierskamer opgemaakt als een kleine expositieruimte. Verscheidende modellen van de toren van het stadhuis, verschillende bruggen uit de omgeving en de Groenlandse kajak werden getoond. Hoewel deze kleine expositie meteen na het bezoek van de koning weer werd weggehaald, zijn vele van de objecten die in 1809 voor de koning waren opgesteld nog steeds in de collectie van het Stadhuismuseum te zien.
Aan het einde van de 19e eeuw verliest het oude stadhuis veel van zijn oude functies. In 1911 wordt er op de zolder van het stadhuis een oudheidkamer ingericht. 
In 1929 richt de gemeenteraad de zolder opnieuw in. Het huidige Stadhuismuseum is voortgekomen uit deze oudheidkamer. Sinds 2002 is het de enige gebruiker van het voormalige stadhuis van Zierikzee.
Tussen 2008 en 2012 vindt een ingrijpende renovatie van het oude pand plaats. Het hele gebouw wordt ingericht als gemeentelijk museum van Schouwen-Duiveland. Het Stadhuismuseum Zierikzee toont met vaste en wisselende presentaties het verhaal van het verleden en heden van het leven op en rond Schouwen-Duiveland.

## Zalen

### Auditorium
Het Auditorium wordt gebruikt voor tijdelijke tentoonstellingen en activiteiten.

### de Zolder

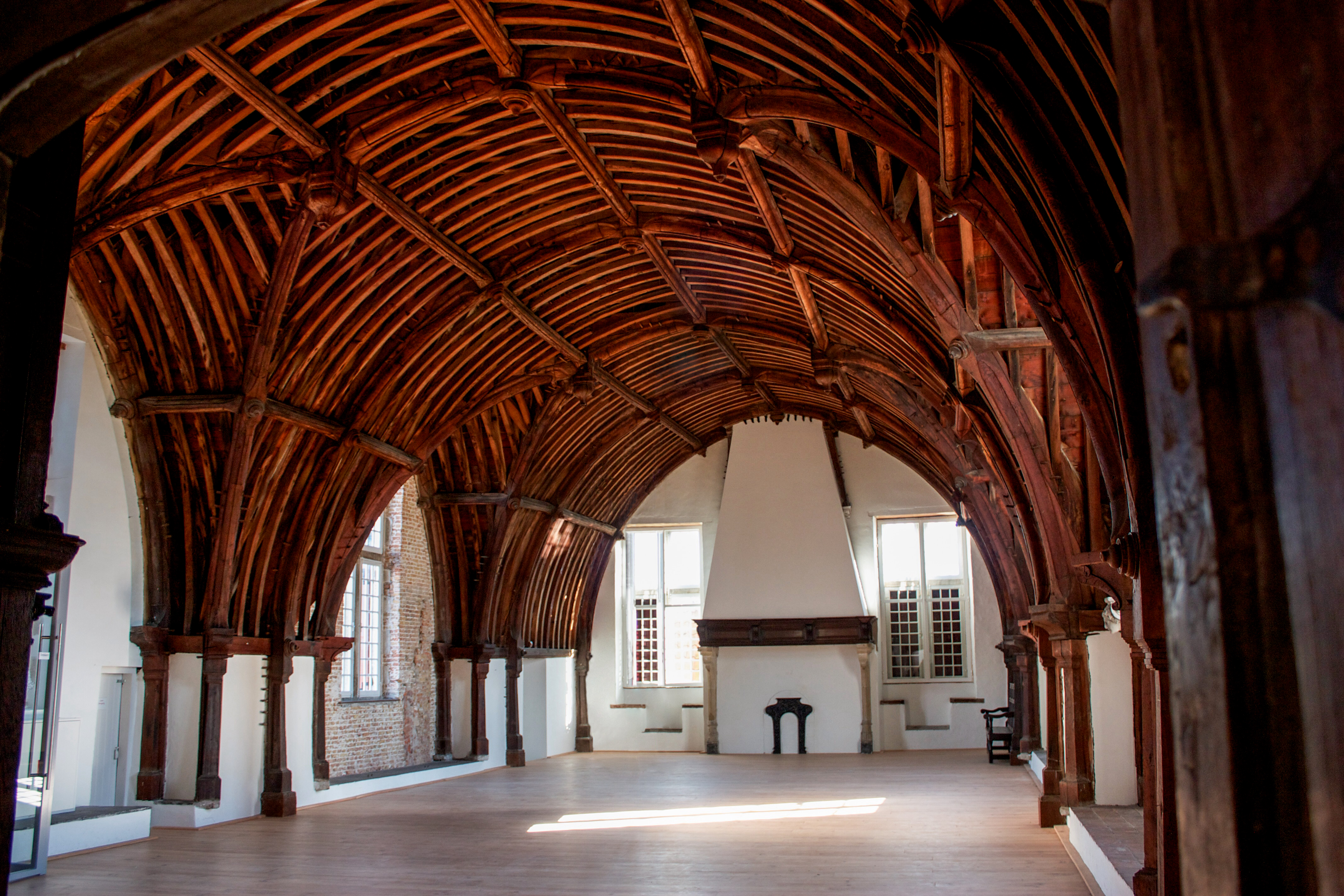
De zolder van het Stadhuismuseum

De zolder wordt vooral gebruikt voor tijdelijke tentoonstellingen. Bijzondere aandacht verdient hier het originele eikenhouten plafond. Deze constructie uit 1550-1555 is geheel opgezet met pen-gat verbinding.

### Entreehal
De entreehal van het museum bevindt zich in de voormalige Vierschaar van het stadhuis van Zierikzee. De oude architectuur is hier nog gedeeltelijk te zien. In deze ruimte bevinden zich verscheidende voorwerpen die te maken hebben met de vierschaar en het strafrecht. Prominent geplaatst staat in deze ruimte het oude beeld van Neptunus, dat 400 jaar geleden op de toren werd geplaatst en in 1963 is vervangen voor een nieuw exemplaar. De drietand van het originele beeld staat nog steeds op de toren.

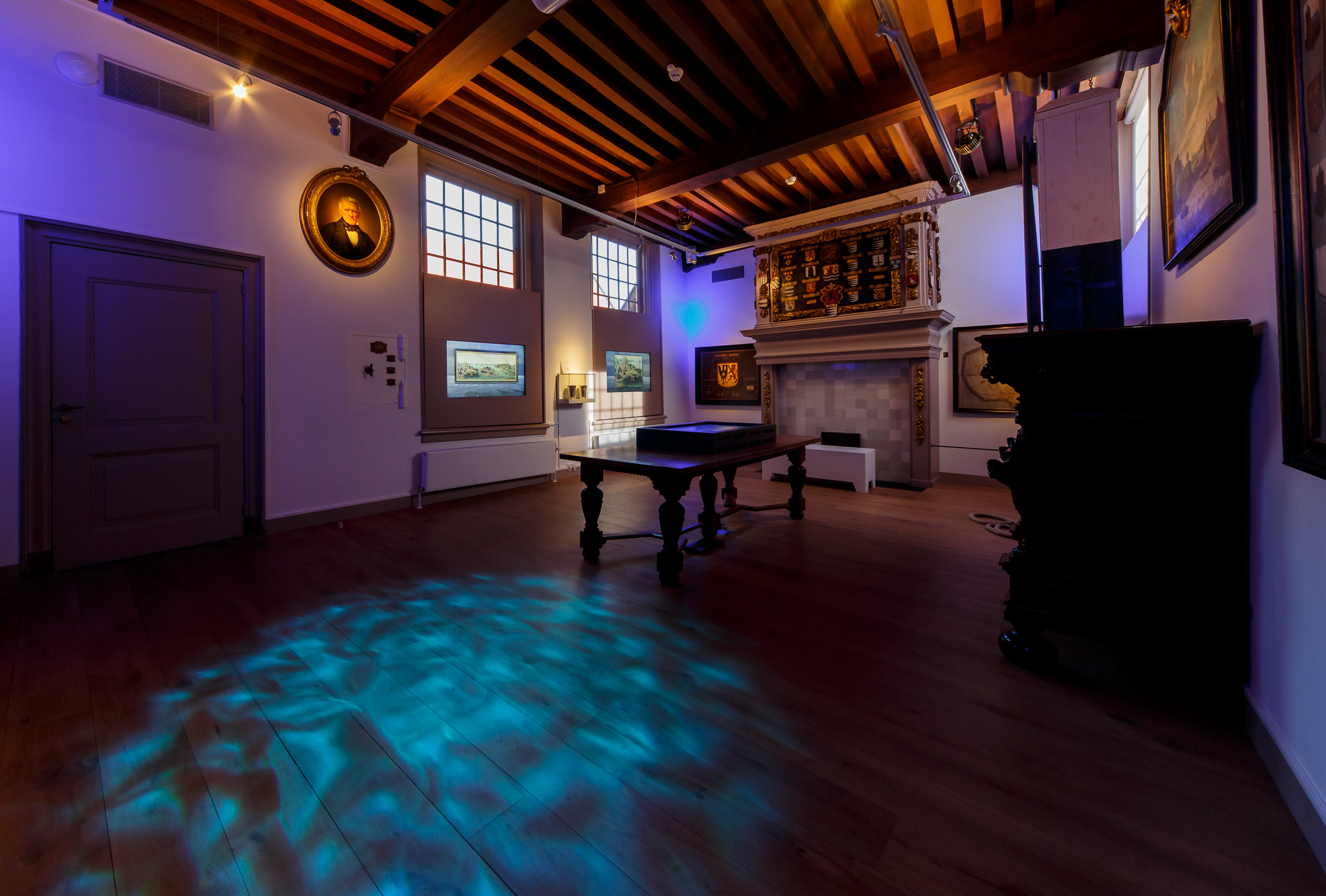
De Kaartenkamer

### Kaartenkamer
De kaartenkamer vertelt het verhaal van het landschap van Schouwen en Duiveland en van het omgaan met het dreigende water. Aan de muren hangen diverse historische kaarten van Schouwen-Duiveland met de wapens van verschillende verdronken dorpen. Het verhaal over het landschap wordt verteld aan de hand van de notities A.J.F. Fokker (1857-1929), een belangrijke dijkgraaf en burgemeester van Zierikzee.

### Meekrapkamer
In de meekrapkamer bevindt zich een groot aantal objecten en kunstwerken die gerelateerd zijn aan het winnen en verkopen van meekrap, een plant die werd gebruikt om een rode kleurstof te verkrijgen. Meekrap was voor Schouwen-Duiveland een van de grootste exportproducten en Zierikzee stond bekend om de goede kwaliteit meekrap. De meekrap werd verwerkt in 20 fabriekjes op het eiland en werd daarna gekeurd en gewogen in de waag van het stadhuis.

### Modellenkamer
In de modellenkamer bevinden zich de modellen van verschillende bouwwerken en bouwtuigen uit de 18de eeuw. Deze schaalmodellen van bruggen, sluizen, kranen en veel meer, zijn gemaakt door Johannes van Es, die in 1775-1779 ook architect was van de verbouwing van het stadhuis. Sommige van deze modellen zijn in 1809 tentoongesteld voor Koning Lodewijk Napoleon.

### Raadzaal
In de Raadzaal is nog veel van het 18e-eeuwse interieur te zien. Bijvoorbeeld de grisailles van Marten Josef Geeraerts die Minerva en de kreeftenhandel uitbeelden. De Raadzaal is volledig uitgevoerd in Lodewijk XV-stijl. 
In deze ruimte worden sinds 2018 de exposities onder de gezamenlijke titel Zeeuwse meesters uit de Gouden Eeuw georganiseerd.

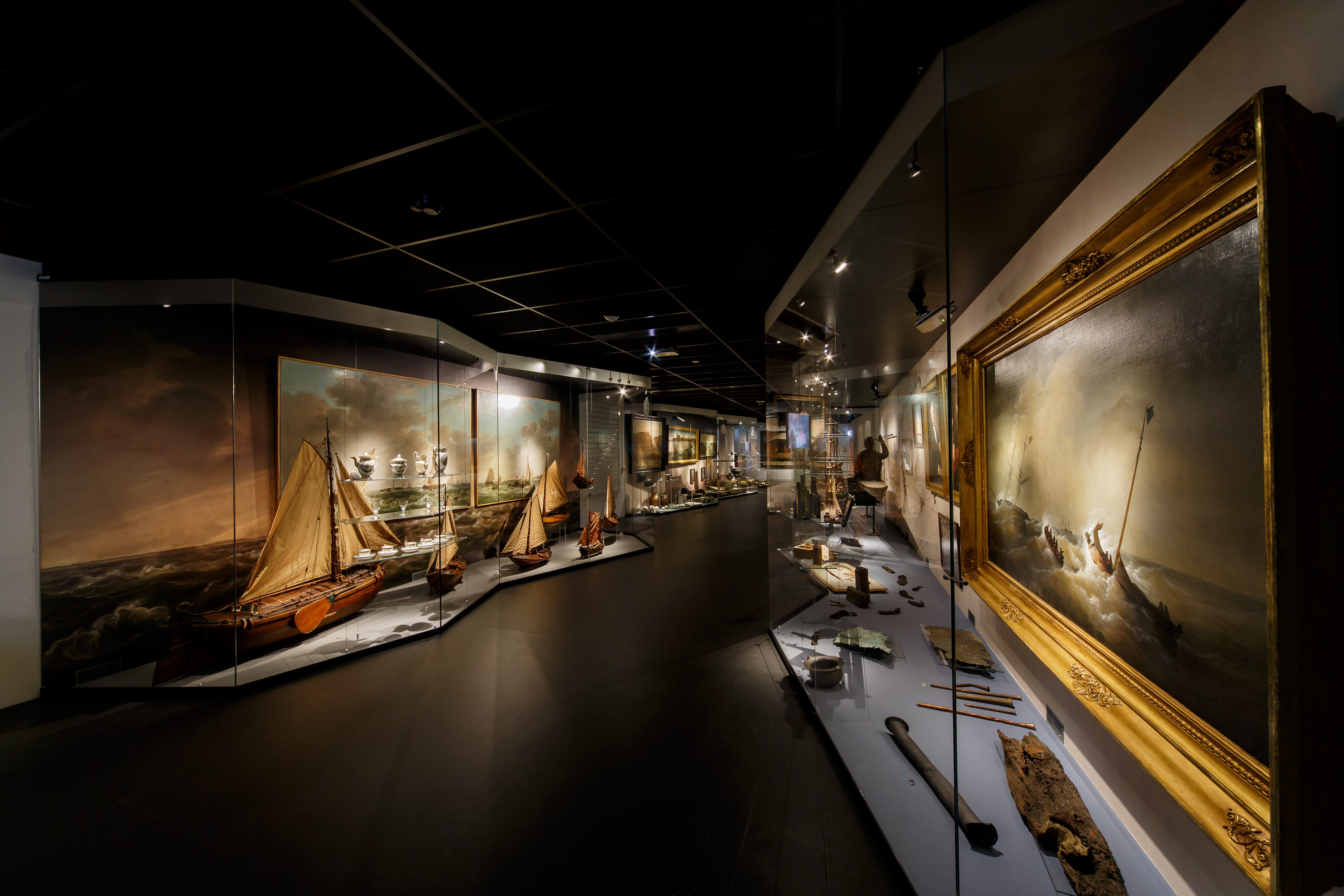
Tentoonstellingszaal

### Tentoonstellingszaal
De tentoonstellingszaal vertelt verschillende verhalen van het leven in en rond Zierikzee. Een van deze verhalen is dat van Zierikzee in de jaren tussen 1200 en 1600, de welvarendste periode in de geschiedenis van de stad. 
Een tweede verhaal gaat over de periode tussen 1500 en 1900 waarin bewoners van Zierikzee de wereld en de wereldzeeën verkenden. Het laat de vele schatten zien die door de jaren heen door Zierikzeese scheepslieden vanuit de kusten van Europa zijn meegenomen. Hierbij hoort ook de Kajak van Zierikzee. Deze 17e of 18e-eeuwse kajak uit Groenland is een van de oudst bewaard gebleven kajakken in de wereld. In de zaal bevindt zich een aantal modellen van vissers- en oorlogsschepen. Sommige van deze modellen bevonden zich op de wereldtentoonstelling in Brussel in 1910. In deze zaal wordt ook aandacht besteedt aan het verhaal van de 
Sint-Lievensmonsterkerk. Deze kerk is in 1832 afgebrand. Nu rest alleen nog maar de de Sint-Lievensmonstertoren en de neoclassicistische Nieuwe kerk.

### Thesaurierskamer
In de Thesaurierskamer komen misschien wel het duidelijkst de 16e-eeuwse en 18e-eeuwse architectuur samen. Hier bevinden zich verscheidende objecten die gaan over de natuurwetenschappelijke geschiedenis van Schouwen-Duiveland. Het kabinet van de lokale medicus en onderzoeker Job Baster, dat gemaakt is uit schelpen, staat op een prominente plek in de zaal. In een vitrine tegen de wand worden natuurwetenschappelijke apparaten getoond. Tevens zijn er fossielen te zien, die gevonden zijn in de Oosterschelde en die verwijzen naar een tijd dat de zeespiegel zo laag was dat Engeland en Zeeland aan elkaar vastzaten. 
In de vitrine tegen de achterwand worden pagina's van het 348 bladen tellende Zierikzee Herbarium getoond. Het hele Herbarium is digitaal beschikbaar op een beeldscherm naast de vitrine.

### Trouwzaal
De Schepen- of trouwzaal wordt nu voornamelijk gebruikt voor ontvangsten en trouwerijen. Vroeger werd hier de stedelijke vierschaar gehouden. De zaal is grotendeels nog in de 18de-eeuwse stijl met de Schepenbank en de publieke tribune. In deze zaal worden verder verschillende zilveren objecten en portretten van echtparen getoond.

### Torenkamer
De torenkamer bevindt zich boven de vleeshal in het oudste stenen gedeelte van het stadhuis van Zierikzee. Dit is ruimte waar de beiaardier toegang krijgt tot het carillon. Het houten schaalmodel van de toren is vervaardigd door stadsbouwmeester Johannes van Es.

### Tegelkamer
De tegelkamer is eveneens boven in het Stadhuis te vinden. In deze zaal bevindt zich een historische wandbetegeling uit een oude Nederlandse boerderij. Er zijn ook oude kerkbeelden te vinden die later zijn gebruikt om een paardenstal te versieren.

### Vleeshal
De vleeshal is het oudste stenen gedeelte van het stadhuis. De vleeshal werd vroeger gebruikt door de slagers van Zierikzee die er uitsluitend hun waren verkochten. Het slachten en waarschijnlijk ook een deel van het uitbenen gebeurde elders in de stad.

### Waag
De waag, die zich naast de vleeshal bevindt, is de plek waar vroeger de meekrap en allerlei andere handelswaren van het eiland werden gekeurd, gewogen en gedistribueerd.